# 정글 쥬스
"정글쥬스"는 2002년에 개봉한 대한민국의 영화이며 반듯한 이미지 역할을 주로 맡았던  손창민이 이미지 변신을 통해 새로운 역할로 나와서 화제가 됐다.

## 캐스팅
- 장혁 : 기태 역
- 이범수 : 철수 역
- 손창민 : 민철 역
- 전혜진 : 멕 역
- 김만 : 동호 역
- 김뢰하 : 악어 역
- 봉태규 : 땅개 역
- 한기중 : 김 형사 역
- 박원상 : 이 형사 역
- 안내상 : 뿔테 역
- 김중기 : 노란 수염 역
- 윤제문 : 하마 역
- 김재만 : 뺀질이 역
- 권태원 : 부산조직보스 역
- 이봉규 : 이발사 역
- 노승범 : 심복들 역
- 정경호 : 심복들 역
- 맹봉학 : 마스크 역
- 박정기 : 떡대 남자  역
- 김준배 : 경비원 역
- 선학 : 정복 경찰 역